# Ringdalsfjorden
Ringdalsfjorden – fiord w Europie Północnej, na granicy Norwegii ze Szwecją.
Fiord zaczyna się okolicach norweskiego miasta Halden, gdzie rzeka Tista wpływa do Iddefjorden. W tamtym miejscu znajduje się wyspa Brattøya. 7,5 km na zachód od Brattøi znajduje się nadmorska miejscowość Sponvika, gdzie Ringdalsfjorden wpływa do Morza Północnego.
W Szwecji Ringdalsfjorden i Iddefjorden uznawane są za jeden fiord, do określenia obu używa się nazwy Idefjorden. 